# Dalibor Dvorský
Dalibor Dvorský (né le 15 juin 2005 à Zvolen en Slovaquie) est un joueur slovaque de hockey sur glace. Il évolue à la position d'attaquant.

## Biographie

### En club
Dalibor fait ses débuts professionnelles le 9 janvier 2021 avec le HC Banská Bystrica en Extraliga.Le 23 janvier 2021, il inscrit son premier point, une passe et le 3 février 2021, son premier but.
La saison suivante, il rejoint la Suède, s'engageant avec le AIK IF avec qui il dispute des parties dans le mouvement junior et dans l'Allsvenskan. En 17 rencontres, il inscrit 3 points. Lors de la saison 2022-2023, il dispute plus de rencontres en Allsvenskan, 38 au total et inscrit 14 points.
En prévision du repêchage de 2023, la centrale de recrutement de la LNH le classe au 3e rang des espoirs européens chez les patineurs. Il est sélectionné en 10e position par les Blues de Saint-Louis.

### En équipe nationale
En 2021, Dalibor représente sa nation à la Coupe Hlinka-Gretzky. Il remporte la médaille d'argent.
En 2022, il est retenu pour le Championnat du monde junior. Privée de ses stars sa formation ne passe pas la phase de groupe et termine au 9e rang.
En 2023, il participe en premier au Championnat du monde moins de 18 ans. Il s'incline lors de la petite finale face au Canada et termine à la 4e place.
Il prend ensuite part au Championnat du monde junior. Impuissant en quart de finale face au Canada, son équipe termine au 6e rang.

## Statistiques

### En club
| Saison    | Équipe             | Ligue       |    | Saison régulière | Saison régulière | Saison régulière | Saison régulière | Saison régulière |   | Séries éliminatoires | Séries éliminatoires | Séries éliminatoires | Séries éliminatoires | Séries éliminatoires |
| Saison    | Équipe             | Ligue       | PJ | B                | A                | Pts              | Pun              | PJ               | B | A                    | Pts                  | Pun                  |                      |                      |
| 2020-2021 | HC Banská Bystrica | Extraliga   | 20 | 2                | 2                | 4                | 8                | -                | - | -                    | -                    | -                    |                      |                      |
| 2021-2022 | AIK IF             | Allsvenskan | 17 | 2                | 1                | 3                | 0                | -                | - | -                    | -                    | -                    |                      |                      |
| 2022-2023 | AIK IF             | Allsvenskan | 38 | 6                | 8                | 14               | 16               | -                | - | -                    | -                    | -                    |                      |                      |

### En équipe nationale
| Année | Équipe        | Compétition                          |   | PJ | B | A  | Pts | Pun               |  | Résultat |
| 2021  | Slovaquie U18 | Coupe Hlinka-Gretzky                 | 5 | 4  | 3 | 7  | 14  | Médaille d'argent |  |          |
| 2022  | Slovaquie U20 | Championnat du monde U20             | 4 | 1  | 1 | 2  | 0   | 9e Place          |  |          |
| 2023  | Slovaquie U18 | Championnat du monde moins de 18 ans | 7 | 8  | 5 | 13 | 6   | 4e Place          |  |          |
| 2023  | Slovaquie U20 | Championnat du monde U20             | 5 | 1  | 2 | 3  | 0   | 6e Place          |  |          |

## Trophées et honneurs personnels

### Coupe Hlinka Gretzky
- Médaille d'argent en 2021